# Tafi (grup humà)
Els tafi (o tegbo) són els membres d'un grup ètnic que viuen a la regió Volta de Ghana. La seva llengua materna és el tafi. Hi ha entre 4.400 i 5.800 tafi. El seu codi ètnic és NAB59b i el seu ID és 15171.

## Situació territorial i pobles veïns
El territori dels tafi està situat al nord de la ciutat de Ho, a prop de la frontera amb Togo, a la regió Volta del centre-est de Ghana.
Segons el mapa lingüístic de Ghana de l'ethnologue el territori tafi és un petit territori que està situat pocs quilòmetres a l'oest de la frontera amb Togo. Aquest, juntament amb els territoris dels logbes, dels nyangbos i dels avatimes, està rodejat del territori molt més extens dels ewes.
Els tafi viuen en un territori muntanyenc dels districtes de Hohoe i de Ho, a la regió Volta i han conviscut de manera pacífica amb els seus pobles veïns en general.

## Economia
L'agricultura és la base de l'economia tafi. Els seus principals cultius són la banana, el nyam, el blat de moro i la cassava.

## Llengua
La llengua materna dels tafi és el tafi. A més a més també parlen l'ewe i l'anglès.

## Religió
L'islam és la confessió religiosa més estesa entre els tafi (60%). El 20% són cristians i el 20% creuen en religions africanes tradicionals. La meitat dels tafi cristians són protestants, el 30% són catòlics i el 20% pertanyen a esglésies independents. Segons el joshuaproject, el 13% dels tafi cristians pertanyen al moviment evangèlic.
Els tafi tenen capelles dedicades als seus avantpassats, que tenen alguns ossos seus a la zona propera a la porta davantera de les seves llars i on els homes prenen les seves decisions. Ells creuen que els esperits dels seus avantpassats els acompanyen en la presa de decisions i els protegeixen dels esperits del mal.